# برادر (مجموعه تلویزیونی)
برادر، نام یک مجموعهٔ تلویزیونی ایرانی به کارگردانی جواد افشار، تهیه‌کنندگی نعمت چگینی و نویسندگی آرش قادری محصول سال ۱۳۹۴ است که در رمضان ۱۳۹۵  در ۳۰ قسمت از شبکه دو سیما، پخش شد.

## داستان
حاج کاظم پهلوان (حسن پورشیرازی) مردی خیر و از تجار سرشناس برنج ایران است که با تأکید بر حمایت از تولید ملی، فقط در زمینه تجارت برنج ایرانی فعالیت می‌کند. او به همراه پسرش مسعود (حسین یاری) و دخترش مریم (سوگل طهماسبی) که یک روزنامه‌نگار پر جنب و جوش است، بر ضد واردات قاچاق برنج‌های تاریخ گذشته و مسموم به ایران مبارزه می‌کند. این اقدام باعث دشمنی دلالان و قاچاقچیان این تجارت با وی شده است. دشمنان با اغفال ناصر (پوریا پورسرخ) پسر دیگر او، وارد تجارت سالم حاج کاظم شده و همین امر به وقوع ماجراهایی منجر می‌شود که... .

## بازیگران
- حسن پورشیرازی در نقش حاج کاظم پهلوان ( همسر فاطمه ، پدر مسعود و ناصر و مریم )
- حسین یاری در نقش مسعود پهلوان ( پسر حاج کاظم و فاطمه ، برادر ناصر و مریم ، همسر دوم عطیه )
- پوریا پورسرخ در نقش ناصر پهلوان ( پسر حاج کاظم و فاطمه ، برادر مسعود و مریم )
- سوگل طهماسبی در نقش مریم پهلوان ( دختر حاج کاظم و فاطمه ، خواهر مسعود و ناصر )
- سهیلا رضوی در نقش فاطمه ( همسر حاج کاظم ، مادر مسعود و ناصر و مریم )
- گلاره عباسی در نقش نازی کلایی ( دختر بهرام کلایی )
- کاظم بلوچی در نقش بهرام کلایی ( پدر نازی )
- کاوه خداشناس در نقش شهاب ( حسابدار حجره )
- رضا توکلی در نقش صابر کوچکی
- مجید واشقانی در نقش مهران
- مژگان بیات در نقش عطیه ( همسر مسعود )
- قدرت‌ اللّه صالحی
- محمد رسول صفری در نقش سعید
- سید مهرداد ضیایی
- بیوک میرزایی در نقش اسدی
- سید جواد طاهری
- فرشید صمدی پور
- هادی قمیشی
- نسرین نکیسا در نقش مادر عطیه
- گیتی معینی
- مهرداد ضیایی
- بهنام قربانی
- حسین توشه
- اصغر نوبخت
- علیرضا درویش نژاد
- فرج‌ اللّه گل‌ سفیدی
- حسن جوهرچی
- علی گلبهاران
- زهرا فراهانی‌ فشکی
- افسانه تهرانچی
- فرید سجادی حسینی
- محمد فرزانه
- ژاله درستکار
- هوشنگ قنواتی زاده

## موسیقی متن
| شماره | نام                     | خواننده      | مدت  |
| ----- | ----------------------- | ------------ | ---- |
| ۱.    | «برادر» (آهنگ میانی)    | محمد علیزاده | ۱:۲۸ |
| ۲.    | «برادر» (تیتراژ پایانی) | محمد علیزاده | ۴:۱۸ |

## جوایز و نامزدها
-

| ١٣٩٥ | سین مثل سریال |                         |              |          |
| ١٣٩٥ | سین مثل سریال | بهترین مجموعه تلویزیونی | برادر        | نامزدشده |
| ١٣٩٥ | سین مثل سریال | بهترین بازیگر مرد       | پوریا پورسرخ | نامزدشده |
| ١٣٩٥ | سین مثل سریال | بهترین بازیگر مرد       | حسین یاری    | نامزدشده |
| ١٣٩٥ | سین مثل سریال | بهترین بازیگر زن        | گلاره عباسی  | نامزدشده |

| ۱۳۹۶ | هفدهمین جشن حافظ |                                  |              |          |
| ۱۳۹۶ | هفدهمین جشن حافظ | بهترین مجموعه تلویزیونی          | نعمت چگینی   | نامزدشده |
| ۱۳۹۶ | هفدهمین جشن حافظ | بهترین کارگردان تلویزیونی        | جواد افشار   | نامزدشده |
| ۱۳۹۶ | هفدهمین جشن حافظ | بهترین فیلمنامه تلویزیونی        | آرش قادری    | نامزدشده |
| ۱۳۹۶ | هفدهمین جشن حافظ | بهترین بازیگر مرد درام تلویزیونی | پوریا پورسرخ | نامزدشده |
| ۱۳۹۶ | هفدهمین جشن حافظ | بهترین بازیگر مرد درام تلویزیونی | حسین یاری    | نامزدشده |
| ۱۳۹۶ | هفدهمین جشن حافظ | بهترین خواننده ترانه تیتراژ      | محمد علیزاده | نامزدشده |